# Ліндеборо (Нью-Гемпшир)
Ліндеборо (англ. Lyndeborough) — місто (англ. town) в США, в окрузі Гіллсборо штату Нью-Гемпшир. Населення — 1702 особи (2020).

## Демографія
Згідно з переписом 2010 року, у місті мешкали 1683 особи в 643 домогосподарствах у складі 493 родин. Було 687 помешкань
Расовий склад населення:
| - 94,7 % — білих - 0,8 % — чорних або афроамериканців - 0,8 % — азіатів - 0,3 % — корінних американців |

До двох чи більше рас належало 2,5 %. Частка іспаномовних становила 1,6 % від усіх жителів.
За віковим діапазоном населення розподілялося таким чином: 20,9 % — особи молодші 18 років, 66,1 % — особи у віці 18—64 років, 13,0 % — особи у віці 65 років та старші. Медіана віку мешканця становила 44,9 року. На 100 осіб жіночої статі у місті припадало 105,2 чоловіків;  на 100 жінок у віці від 18 років та старших — 103,7 чоловіків також старших 18 років.
Середній дохід на одне домашнє господарство  становив 107 278 доларів США (медіана — 84 948), а середній дохід на одну сім'ю — 110 517 доларів (медіана — 90 329). Медіана доходів становила 63 594 долари для чоловіків та 51 146 доларів для жінок. За межею бідності перебувало 4,2 % осіб, у тому числі 6,1 % дітей у віці до 18 років та 4,5 % осіб у віці 65 років та старших.
Цивільне працевлаштоване населення становило 999 осіб. Основні галузі зайнятості: виробництво — 23,4 %, науковці, спеціалісти, менеджери — 17,6 %, освіта, охорона здоров'я та соціальна допомога — 16,0 %.